# Episodi di Luimelia (terza stagione)
La terza stagione della serie televisiva spagnola #Luimelia, composta da 6 episodi da 10 minuti ciascuna, è stata distribuita in streaming sulla piattaforma Atresplayer Premium dal 17 gennaio al 21 febbraio 2021.
In Italia la stagione è inedita.
| nº | Titolo originale         | Prima visione Spagna | nº | Titolo italiano | Prima TV Italia |
| -- | ------------------------ | -------------------- | -- | --------------- | --------------- |
| 1  | La vecina indiscreta     | 17 gennaio 2021      |    |                 |                 |
| 2  | Sarajebo                 | 24 gennaio 2021      |    |                 |                 |
| 3  | El tercero de la tercera | 31 gennaio 2021      |    |                 |                 |
| 4  | Yo nunca                 | 7 febbraio 2021      |    |                 |                 |
| 5  | Ventanas                 | 14 febbraio 2021     |    |                 |                 |
| 6  | Ukelele y guitarra       | 21 febbraio 2021     |    |                 |                 |

## La vecina indiscreta
- Titolo originale: La vecina indiscreta
- Diretto da: Borja González Santaolalla
- Scritto da: Ángel Agudo

### Trama
Luisita e Amelia hanno scoperto qualcosa di più avvincente di Amarsi eternamente: spiare due vicine più grandi, Dolores e Gabriela, per cercare di indovinare la natura della loro relazione. Amelia è convinta di avere una relazione segreta mentre Luisita crede che la sua ragazza sia ossessionata. Le due protagoniste ricordano che, per generazioni, gli omosessuali hanno dovuto nascondere i loro veri sentimenti.

## Sarajebo
- Titolo originale: Sarajebo
- Diretto da: Borja González Santaolalla
- Scritto da: Diana Rojo

### Trama
Luisita ha ritrovato il suo diario dell'adolescenza e non crede di essere l'unica a mettere sul tavolo la sua vergogna. Amelia fa emergere anche il suo passato più innocente e Ignacio trova l'impulso di cui ha bisogno per iniziare a voltare pagina dopo aver rotto con María.

## El tercero de la tercera
- Titolo originale: El tercero de la tercera
- Diretto da: Borja González Santaolalla
- Scritto da: Eva Baeza & Anna Marchessi

### Trama
Mentre Ignacio rimane con Marina, fidanzata dall'adolescenza, l'apparizione di un ex di Amelia causerà un piccolo tsunami nella sua relazione con Luisita. Le tribolazioni di Amelia e Luisita daranno luogo a diverse riflessioni mentre Borja e Diana, le sceneggiatrici che stanno scrivendo il capitolo, delibereranno su sincerità, autocensura, pressioni dei fan e qualcosa di così romantico come se fossimo predestinati, o no, incontrare l'amore della nostra vita.

## Yo nunca
- Titolo originale: Yo nunca
- Diretto da: Borja González Santaolalla
- Scritto da: Daniel del Casar

### Trama
Dopo una notte di festa, Amelia e Luisita si svegliano con una sbornia da campionato e il ricordo di una notte di passione a tre: hanno dormito con Maru! Con ricordi contrastanti su quanto accaduto, iniziano le reciproche accuse di aver istigato la situazione. Si è lanciato nel baciare Maru. Al di là della confusione, l'importante è la domanda di fondo che preoccupa Luisita e Amelia: hanno buttato a mare il romanticismo mettendo una terza persona tra le lenzuola. O, al contrario, è qualcosa che rafforza la tua fiducia e passione.

## Ventanas
- Titolo originale: Ventanas
- Diretto da: Borja González Santaolalla
- Scritto da: Paco de Campos & Tirso Conde

### Trama
Amelia è in tournée e Luisita è annoiata, confinata e in un cast. Effettua videochiamate e spia i vicini. Ora è lei l'ossessionata, che è convinta che ci sia qualcosa di più dell'amicizia tra Dolores e Gabriela e ha intenzione di mostrarlo ad Amelia. Ma una scena, apparentemente di terrore, fa scattare l'allarme: omicidio. Luisita avvisa Amelia di aiutarla a risolvere ciò che sta accadendo con i suoi misteriosi vicini dall'altra parte della strada.

## Ukelele y guitarra
- Titolo originale: Ukelele y guitarra
- Diretto da: Borja González Santaolalla
- Scritto da: Paula Usero, Carol Rovira, Diana Rojo & Borja González Santaolalla

### Trama
Luisita e Amelia preparano una giornata campale per celebrare la notte di San Juan con Dolores, Gabriela, Maru e María, appena arrivate da Londra. Nacho e Marina si uniscono al piano all'ultimo minuto. Tra riunioni, incantesimi e una torta speciale, viene messo in tavola il tema del matrimonio, una conversazione che Luisita e Amelia stavano cercando di evitare per paura di affrontare le loro discrepanze. Tuttavia, le esperienze degli ultimi mesi potrebbero aver avvicinato le tue posizioni molto più di quanto pensi.